# Biscoito da sorte

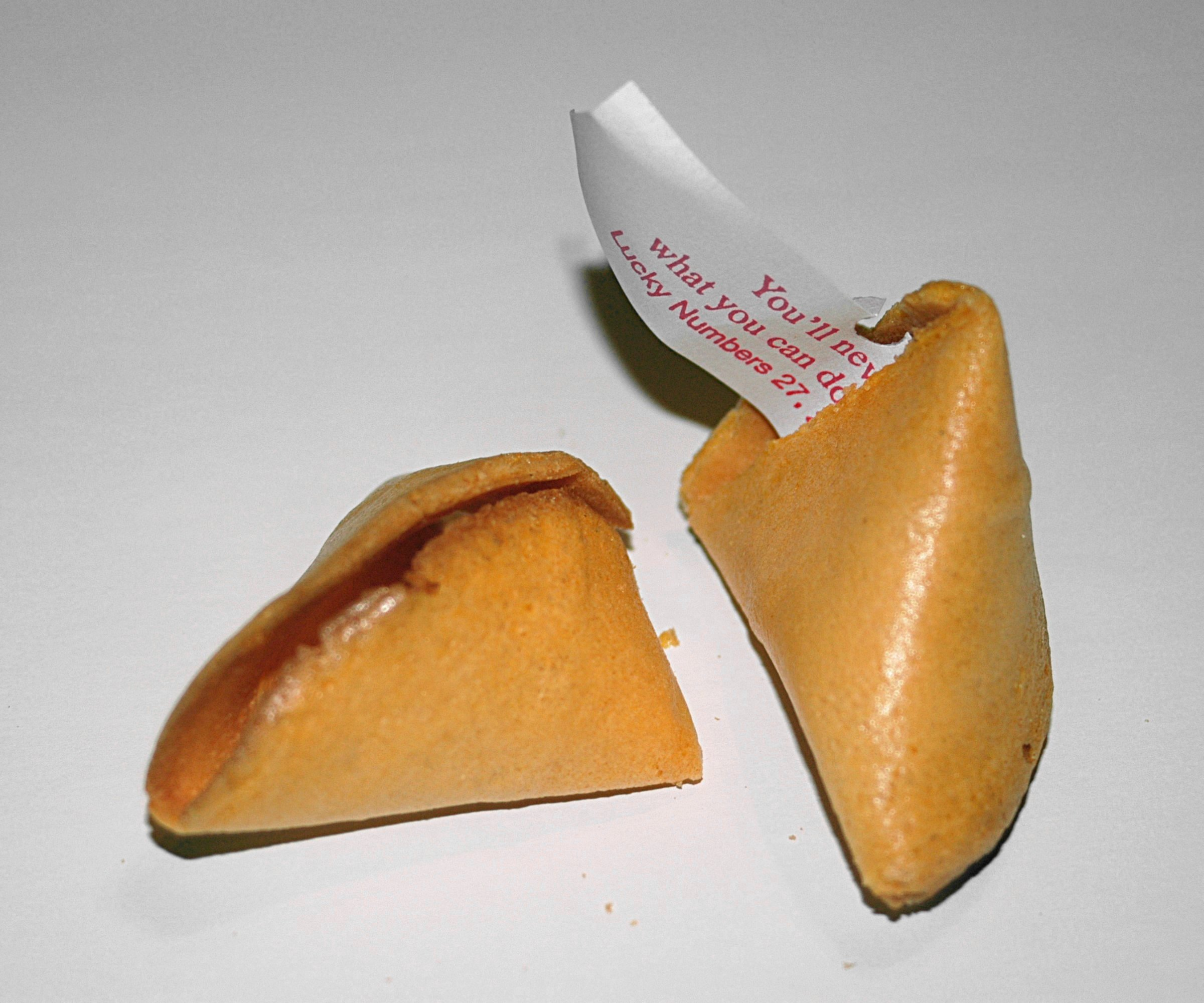
Biscoito da sorte aberto

O biscoito da sorte é um biscoito pequeno, crocante e açucarado feito de farinha, açúcar, baunilha, óleo de gergelim e que contém dentro dele um pedaço de papel com uma "sorte", geralmente um aforismo ou uma profecia vaga. Pode conter também um grupo de números que são utilizados por alguns como números de loteria. 
Apesar de serem populares em restaurantes chineses no Ocidente, os biscoitos da sorte não são originários da China, onde são raros e vistos como uma tradição americana. Na realidade, eles foram inventados em Quioto, no Japão, no século XIX, e trazidos para a Califórnia, nos Estados Unidos, onde se tornaram populares em restaurantes de comida oriental no início do século XX.